# Bilheteria dos cinemas no Brasil em 2003
Lista com o público dos principais filmes lançados nos cinemas de todo o Brasil no ano de 2003.

## Arrecadação total
Ordenados por público. Contabiliza apenas filmes que estrearam em 2003.
| #  | Filme                                               | Faturamento    | Público   |
| -- | --------------------------------------------------- | -------------- | --------- |
| 1  | Todo Poderoso                                       | R$ 33 329 238  | 5 406 369 |
| 2  | Matrix Reloaded                                     | R$ 32 107 877  | 5 028 979 |
| 3  | Carandiru                                           | R$ 29 623 481  | 4 693 853 |
| 4  | O Senhor dos Anéis: O Retorno do Rei                | R$ 28 906 614  | 4 268 649 |
| 5  | Procurando Nemo                                     | R$ 27 308 124  | 4 743 030 |
| 6  | X-Men 2                                             | R$ 21 687 926  | 3 567 223 |
| 7  | Lisbela e o Prisioneiro                             | R$ 19 894 631  | 3 152 713 |
| 8  | Os Normais - O Filme                                | R$ 19 758 709  | 2 957 556 |
| 9  | Matrix Revolutions                                  | R$ 18 148 165  | 2 927 174 |
| 10 | 007 - Um Novo Dia para Morrer                       | R$ 16 240 108  | 2 427 053 |
| 11 | O Exterminador do Futuro 3: A Rebelião das Máquinas | R$ 15 868 286  | 2 517 904 |
| 12 | As Panteras Detonando                               | R$ 12 929 442  | 2 224 394 |
| 13 | Maria - Mãe do Filho de Deus                        | R$ 12 722 425  | 2 305 032 |
| 14 | Xuxa Abracadabra                                    | R$ 116 771 296 | 2 214 481 |
| 15 | Piratas do Caribe: A Maldição do Pérola Negra       | R$ 11 246 852  | 1 850 536 |
| 16 | Prenda-me se For Capaz                              | R$ 10 972 173  | 1 577 044 |
| 17 | Deus É Brasileiro                                   | R$ 10 640 241  | 1 631 259 |
| 18 | O Chamado                                           | R$ 10 156 846  | 1 601 274 |
| 19 | Hulk                                                | R$ 10 063 683  | 1 701 971 |
| 20 | Irmão Urso                                          | R$ 9 462 705   | 1 588 561 |